# Denitsa Simeonova
Denitsa Simeonova est une femme politique, ingénieure et entrepreneure bulgare.

## Biographie
Denitsa Simeonova est née le 4 mai 1992 à Vratsa, Bulgarie. Elle a étudié à l'Université technique de Sofia à la faculté de la gestion électronique.
Elle a été l'une des fondatrices du parti "Nous continuons le changement". Simeonova est actuellement membre de l'Assemblée nationale.